# Жан Бретонский
Жан Бретонский (1266 — 17 января 1334) — 4-й граф Ричмонд из правящего дома Бретани. Поступил на королевскую службу в Англии при своём дяде Эдуарде I, служил также Эдуарду II. 15 октября 1306 года Жан стал графом Ричмондом, унаследовав титул от отца. В разгар конфликтов Англии с Шотландией он получил титул хранителя Шотландии, а в 1311 году, во время баронского восстания против Эдуарда II стал лордом-ордейнером.
Жан Бретонский служил Англии как солдат и дипломат, но в сравнении с другими графами того времени был мало активен политически. Он был способным дипломатом; и Эдуард I, и Эдуард II ценили его способности в ведении переговоров. Хотя он в целом оставался верен своему двоюродному брату Эдуарду II во время баронского восстания, в конце концов он поддержал переворот Изабеллы и Мортимера. После отречения Эдуарда II в пользу своего сына Эдуарда III Жан удалился в своё имение во Франции и умер в родной Бретани в 1334 году, скорее всего, естественной смертью. Жан не был женат, и после его смерти его титул и имущество перешли к его племяннику Жану III.

## Ранние годы
Жан был вторым выжившим сыном герцога Бретани Жана II и его жены Беатрисы. У Жана было два брата и три сестры, доживших до взрослого возраста. Беатриса была дочерью Генриха III, следовательно, Жан был племянником сына и наследника Генриха Эдуарда I. Его отец был графом Ричмондом, но принимал мало участия в английской политике. Жан воспитывался при английском дворе вместе с сыном Эдуарда I Генри, умершим в 1274 году. В молодости он участвовал в турнирах, но как солдат особенно не выделялся.

## На службе королю Эдуарду I
Когда в 1294 году французский король конфисковал у короля Эдуарда герцогство Аквитанское, Жан отправился с военной экспедицией во Францию, но не смог взять Бордо. В Пасху 1295 года ему пришлось бежать из Риона. В январе 1297 года он разделил поражение при осаде Бельгарда с Генри де Ласи, графом Линкольном. После этого поражения он вернулся в Англию.
Несмотря на неудачи во Франции, Жан не потерял расположения своего дяди Эдуарда I, который относился к нему почти как к сыну. Вернувшись в Англию, Жан стал участником шотландских войн. Вполне возможно, что он сражался в битве при Фолкерке в 1298 году. Он определённо присутствовал при осаде Керлаверока в 1300 году. Имена присоединившихся к Эдуарду I во время осады Керлаверока аристократов, включая Жана Бретонского, а также описания их знамён, были изложены в специальном документе. В этом документе посвящённая ему запись следуют сразу за королевской.
Осенью 1305 года умер отец Жана. Старший из сыновей покойного Артур унаследовал герцогство Бретань, а Жан как второй сын смог 5 октября 1306 года получить графство Ричмонд. Кроме того, Эдуард I назначил Жана хранителем Шотландии; в 1307 году это назначение было подтверждено новым королём Эдуардом II.

## На службе королю Эдуарду II
Английский двор видел в Жане Бретонском надёжного дипломата. Он обладал хорошими умениями ведения переговоров; связь с Францией также имела свою ценность. К 1307 году он также был одним из старейших графов королевства. При ухудшении отношений между Эдуардом II и аристократией Ричмонд оставался верным королю; в 1309 году он возглавил посольство к папе Клименту V от лица фаворита Эдуарда Пирса Гавестона. По некоторым сведениям, Жан был близким другом Гавестона, но при этом, в отличие от него, не стал объектом ненависти со стороны ряда баронов.

### Лорд-ордейнер

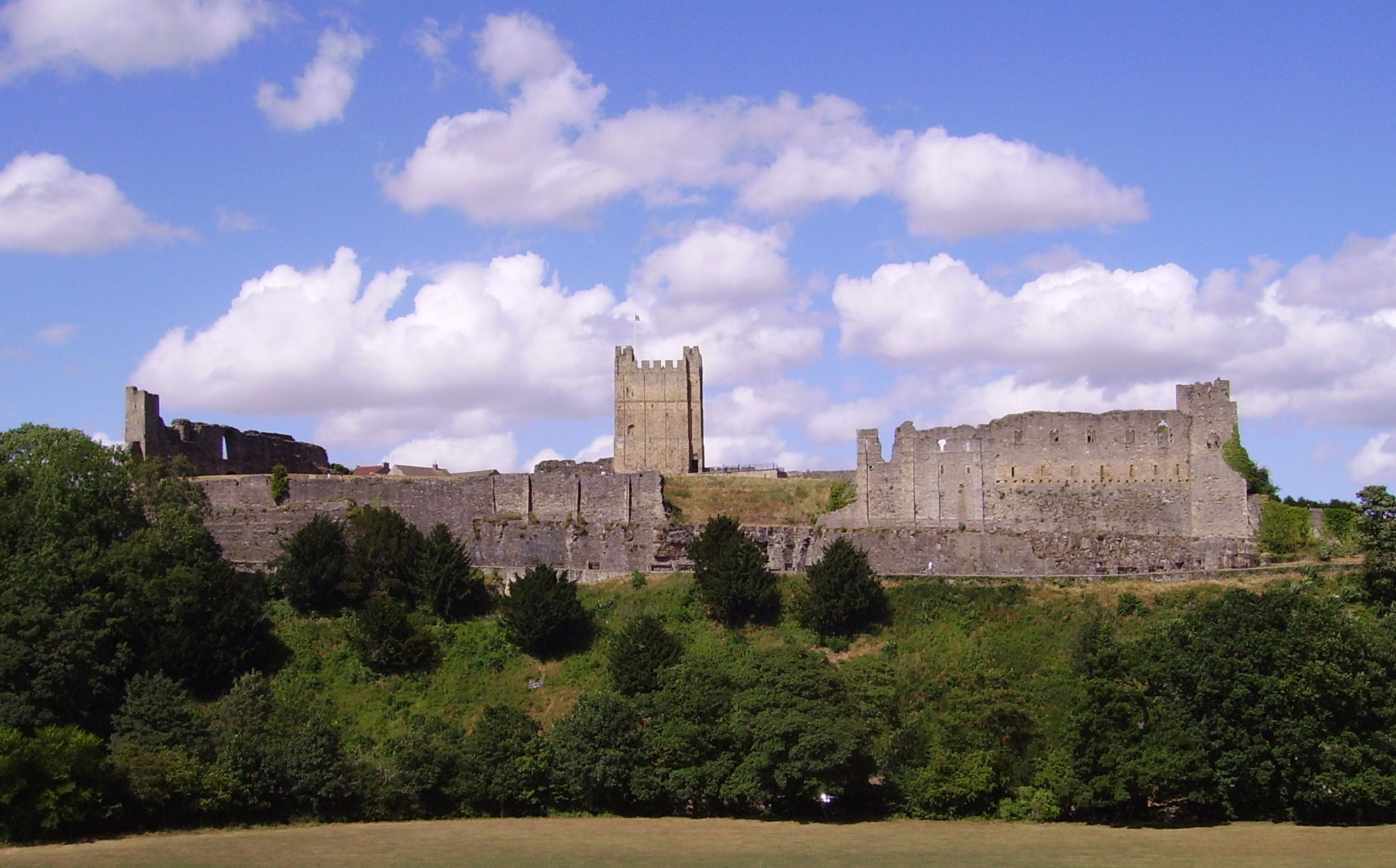
Ричмондский замок — усадьба графов Ричмонд.

К 1310 году отношения между Эдуардом II и его графами ухудшились настолько, что контроль правительства перешёл от короля к комитету графов. Причиной ухудшения ситуации были мнение знати касательно отношений Эдуарда II с Гавестоном, и его по общему мнению возмутительное поведение. Графы нарушили королевский приказ не носить оружие в парламенте и при полном вооружении потребовали от короля назначить комиссию для реформ. 16 марта 1310 года король согласился на назначение ордейнеров, которые должны были заняться реформой королевского двора и системы управления. Жан Бретонский был одним из восьми графов, вошедших в эту комиссию (всего 21 человек) так называемых лордов-ордейнеров. Он был одним из ордейнеров, считавшихся верными королю.
Жан затем отправился во Францию для дипломатических переговоров, после чего вернулся в Англию. Гавестон был изгнан ордейнерами, но позже был возвращён королём. Он был казнён в июне 1312 года Томасом Ланкастером и другими аристократами. Жан вместе с графом Глостером Гилбертом де Клером был ответственен за примирение двух сторон после этого события. В 1313 году он сопровождал Эдуарда II во время государственного визита во Францию, сохраняя доверие короля. В 1318 году он стал свидетелем при подписании договора, вернувшего Эдуарду полноту власти.

### Война с Шотландией
В 1320 году Жан Бретонский снова отправился во Францию вместе с Эдуардом II, а на следующий год вёл мирные переговоры с шотландцами. Ричмонд присутствовал на суде и казни Томаса Ланкастера в 1322 году, после восстания и поражения последнего в битве при Боробридже. После этого англичане вторглись в Шотландию, но Роберт I выжег сельскую местность перед наступающей армией, заставив её голодать. Затем Брюс сам направил свою армию в Англию, перейдя Солуэй-Ферт на западе, и двинулся в юго-восточном направлении в сторону Йоркшира. По возвращении из Шотландии Эдуард отправился с королевой Изабеллой в аббатство Риво, но в середине октября оказался в непосредственной опасности, когда шотландская армия сделала неожиданный рывок. Между ним и шотландцами находилась крупная английская армия под командованием Жана Бретонского. Жан занял выгодную позицию между Риво и аббатством Байлэнд, но его армия всё равно потерпела поражение, а сам он попал в плен, где оставался до 1324 года, когда был выкуплен за 14000 марок.
После освобождения он продолжал дипломатическую деятельность в Шотландии и Франции.

## Последние годы
В марте 1325 года Жан Бретонский последний раз вернулся во Францию, где впервые явно выступил против Эдуарда II. Его земли в Англии были конфискованы короной. Жан выступил в поддержку жены Эдуарда II королевы Изабеллы, которая была послана во Францию с  дипломатической миссией и отказалась возвращаться по приказу мужа. После отречения Эдуарда II от престола Жан Бретонский получил назад свои английские владения. Он провёл последние годы своей жизни в своих французских имениях, практически не участвуя в английской политической жизни. Он умер 17 января 1334 года и был похоронен в францисканской церкви в Нанте.
Жан Бретонский не был женат и, насколько известно, не имел детей. Графство Ричмонд от него унаследовал племянник Жан (сын Артура).

## Комментарии
1. ↑  Жан Бретонский не был опытным солдатом, и среди графов Англии его политическая значимость была мала[2].
2. ↑  В документе сказано: «Son nevou Johan de Bretaigne, Por ce ke plus esr de li près, Soi je plus tost nomer après. Si le avoit-il ben deservi, Cum cil ki son oncle ot servi, De se enfance peniblement, E deguerpi outréement Son pere e son autre lignage, Por demourer de son maisnage, Kant li Rois ot bosoign de gens, Baniere avoit cointe e parée, De or e de asur eschequeré, A rouge ourle o jaunes lupars, De ermine estoit la quart pars».
3. ↑  [Племянник короля] Жан Бретонский оставался близок королю и поэтому назван после него. Он вёл себя весьма достойно и с детства жил вдали от своего отца и родственников, чтобы жить с королём при его дворе. Когда король нуждался в помощи, появлялось знамя [графа Жана]. [Далее описывается знамя].
4. ↑  Это соответствует положению Жана при дворе короля и их близким отношениям. Не вызвало бы удивления подтверждение того, что, когда король присутствовал на поле боя, Жан был близок к нему по различным причинам.
5. ↑  Этот лен находился в Йоркшире и принадлежал герцогам Бретани с XI века, но часто реквизировался королями Англии, недовольными своими вассалами.
6. ↑  В сентябре 1326 года Изабелла и её любовник Мортимер вторглись в Англию с небольшой армией. К январю 1327 года Эдуард II был вынужден отречься, и королём стал его сын Эдуарда III[24].